# Plouvain
Plouvain és un municipi francès situat al departament del Pas de Calais i a la regió dels Alts de França. L'any 2007 tenia 482 habitants.

## Demografia

### Població
El 2007 la població de fet de Plouvain era de 482 persones. Hi havia 187 famílies de les quals 38 eren unipersonals (21 homes vivint sols i 17 dones vivint soles), 54 parelles sense fills, 87 parelles amb fills i 8 famílies monoparentals amb fills.
La població ha evolucionat segons el següent gràfic:
Habitants censats

### Habitatges
El 2007 hi havia 182 habitatges, 180 eren l'habitatge principal de la família i 1 era una segona residència. 175 eren cases i 5 eren apartaments. Dels 180 habitatges principals, 168 estaven ocupats pels seus propietaris, 10 estaven llogats i ocupats pels llogaters i 2 estaven cedits a títol gratuït; 7 tenien dues cambres, 9 en tenien tres, 33 en tenien quatre i 131 en tenien cinc o més. 161 habitatges disposaven pel capbaix d'una plaça de pàrquing. A 77 habitatges hi havia un automòbil i a 101 n'hi havia dos o més.

### Piràmide de població
La piràmide de població per edats i sexe el 2009 era:
| Homes | Edats   | Dones |
| ----- | ------- | ----- |
| 0     | 95 o +  | 0     |
| 0     | 90 a 94 | 4     |
| 0     | 85 a 89 | 4     |
| 0     | 80 a 84 | 4     |
| 0     | 75 a 79 | 0     |
| 12    | 70 a 74 | 4     |
| 4     | 65 a 69 | 4     |
| 8     | 60 a 64 | 0     |
| 16    | 55 a 59 | 24    |
| 12    | 50 a 54 | 20    |
| 20    | 45 a 49 | 16    |
| 16    | 40 a 44 | 16    |
| 20    | 35 a 39 | 16    |
| 16    | 30 a 34 | 12    |
| 24    | 25 a 29 | 20    |
| 4     | 20 a 24 | 4     |
| 12    | 15 a 19 | 20    |
| 16    | 10 a 14 | 24    |
| 16    | 5 a 9   | 12    |
| 12    | 0 a 4   | 20    |

## Economia
El 2007 la població en edat de treballar era de 332 persones, 232 eren actives i 100 eren inactives. De les 232 persones actives 215 estaven ocupades (114 homes i 101 dones) i 17 estaven aturades (9 homes i 8 dones). De les 100 persones inactives 38 estaven jubilades, 36 estaven estudiant i 26 estaven classificades com a «altres inactius».

### Ingressos
El 2009 a Plouvain hi havia 168 unitats fiscals que integraven 466 persones, la mediana anual d'ingressos fiscals per persona era de 19.967 €.

### Activitats econòmiques
Dels 10 establiments que hi havia el 2007, 2 eren d'empreses de construcció, 2 d'empreses de comerç i reparació d'automòbils, 2 d'empreses de transport, 1 d'una empresa de serveis i 3 d'empreses classificades com a «altres activitats de serveis».
Dels 4 establiments de servei als particulars que hi havia el 2009, 2 eren electricistes i 2 perruqueries.
L'any 2000 a Plouvain hi havia 4 explotacions agrícoles.

## Equipaments sanitaris i escolars
El 2009 hi havia una escola elemental integrada dins d'un grup escolar amb les comunes properes formant una escola dispersa.

## Poblacions més properes
El següent diagrama mostra les poblacions més properes.